# Le Réveil de Flore
Le Réveil de Flore, o The Awakening of Flora, o Il risveglio di Flora, è un balletto anacreontico da un atto, con la coreografia di Marius Petipa, la musica di Riccardo Drigo e il libretto fatto da Petipa insieme a Lev Ivanov. È stato presentato per la prima volta dal Balletto Mariinskij al Peterhof il 6 agosto 1894.

## Storia
Le Réveil de Flore è stato prodotto per i festeggiamenti svolti al Peterhof in occasione del matrimonio della figlia dell'imperatore Alessandro III di Russia, Ksenija Aleksandrovna Romanova con Aleksandr Michajlovič Romanov. Il balletto fu esibito al Teatro Mariinskij dopo 5 mesi, cioè il 14 gennaio 1895. Quest'esibizione prese luogo durante un beneficio d'addio per la ballerina Maria Anderson, che è stata costretta a pensionarsi prima dopo aver subito ferite da ustioni in un incendio nel teatro.
Nel programma originale la coreografia del balletto fu erroneamente accreditata come uno sforzo congiunto tra Petipa ed Ivanov. Anche una recensione del St. Petersburg Gazette riguardo alla prima prova ha erroneamente accreditato la coreografia alla coppia Petipa-Ivanov. Ciò costrinse Petipa a scrivere una lettera di reclamo al giornale: "Nel n.201 del vostro rispettato giornale, è stata riportata una comunicazione non accurata riguardo alla produzione del balletto Le Réveil de Flore. Il programma del balletto è stato creato da Lev Ivanov insieme a me, (ma) la produzione dei balli e la messa in scena appartengono esclusivamente a me; il signor Lev Ivanov non ne ha avuto parte".
Lo spartito di Drigo è stato pubblicato sotto forma di partitura orchestrale e riduzione per pianoforte dall'editore musicale Zimmermann nel 1914.

## Rifacimento del 2007
L'esibizione finale del balletto ebbe luogo nel 1919. La coreografia di Petipa per il balletto è stata registrata col metodo Stepanov della notazione della danza poco dopo la sua anteprima nel 1894. Oggi questa notazione fa parte della Sergeyev Collection, che è racchiusa nella collezione teatrale della biblioteca dell'Università di Harvard.
Nel 2005, il coreografo e storico Sergei Vikharev ha utilizzato questa notazione per mettere in scena un rifacimento della coreografia originale di Petipa del 1894 per il Balletto Mariinskij. La produzione includeva anche un restauro completo degli arredi e dei costumi originali.
Lo spartito di Drigo è stato restaurato dal manoscritto originale custodito negli archivi della biblioteca musicale del Teatro Mariinskij dal direttore d'orchestra Pavel Bubelnikov con l'assistenza dei musicologi Lyudmila Sveshnikova e Elena Belyaeva.
Questa produzione è stata presentata per la prima volta al Mariinskij durante la settima edizione dell'International Ballet Festival il 12 aprile 2007. I ballerini principali erano Evgenia Obraztsova nel ruolo della Dea Flora, Xenia Ostreikovskaya nel ruolo della Dea Aurora, Svetland Ivanova nel ruolo della Dea Diana, Vladimir Shklyarov nel ruolo del Dio Zefiro, Maxim Chaschegorov nel ruolo del Dio Apollo, Valeria Martynyuk nel ruolo di Cupido, Alexei Timofeyev nel ruolo del Dio Mercurio e Daria Sukhorukova nel ruolo della Dea Ebe.
Nel St. Petersburg Times Vikharev ha fatto una nota critica al balletto descrivendolo "come delle decorate uova Fabergé".
Questa produzione è stata insignita della Maschera d'Oro nello stesso anno.

## Struttura
- Prélude
- L’apparition et danse de Diane (Notturno)
- L’apparition d’Aquilon
- Scène et danse de la rosée (scherzo)
- L’apparition et scène d’Aurore
- Valse de Flore, d’Aurore et des nymphes
- L’apparition d’Apollon
- Entrée et danse de Zéphyr
- Entrée et danse de Cupidon suivi des amours (pizzicato)
- Pas d’action

a. Scène et Pas d'ensemble (cadenza col violino)

b. Variation de Zéphyr

c. Variation de Flore (cadenza con l'arpa)

d. Grande valse-coda
- L’arrivée et scène de Mercure, de Ganymède et d’Hébé
- Grande marche (baccanale)
- Grand pas
- Galop générale
- Apothéose: La révélation d’Olympe

1. Pizzicato d'Hébé
2. Variation d'Aurore

Gli ultimi due passi sono stati aggiunti dopo l'anteprima del 1894.

## Libretto
Scena 1: è notte. Flora, la dea della primavera, cade in un sonno profondo insieme alle sue ninfe; Diana, la dea della luna, custodisce la loro pace. Con l'avvicinarsi dell'alba, si sente una sensazione nell'aria, quindi Diana si nasconde tra le nuvole.

Scena 2: Aquilone, il vento del nord, si precipita tempestosamente sul posto; il suo respiro freddo risveglia Flora e la costringe a cercare rifugio nel fogliame. L'aspetto dell'agghiacciante rugiada porta Flora alla disperazione e implora Aurora, la dea dell'alba, di aiutarla.

Scena 3: Aurora consola Flora con tenere carezze e annuncia che Apollo, il dio del giorno, che farà finire le loro sofferenze, la segue. Aurora, Flora e le sue ninfe eseguono un valzer.

Scena 4: con l'apparizione del risplendente Apollo, tutto diventa animato. Colpito dalla bellezza di Flora, Apollo la bacia. Alla sua chiamata, Zefiro, il dio del dolce vento dell'ovest, vola per abbracciare la sua amata Flora. Viene seguito da Cupido e i suoi piccoli intrighi amorosi. "Devi essere la sua aiutante", le dice Apollo, "È ciò che vogliono gli dei". Tutti sono felici; Cupido, gli intrighi amorosi e le ninfe gioiscono per la felicità di Zefiro. Viene eseguito il pas d'action.

Scena 5: Mercurio, il messaggero degli dei, presenta Ebe, la dea della giovinezza, e Ganimede, coppiere degli dei, i quali presentano a Flora e Zefiro una tazza di nettare proclamando che Giove ha dato loro eterna giovinezza.

Scena 6: un corteo. Il carro di Bacco e Arianna viene accompagnato da baccanti, satiri, fauni, silvani e tanti altri. Tutti i presenti eseguono un Grand pas, il quale viene seguito da un finale entusiasmante.

Scena 7: viene rivelato Olimpo; appaiono Giove, Giunone, Nettuno, Vulcano, Minerva, Cerere, Marte, Plutone, Proserpina, Venere e altri.